# Königsberger Schlossteich

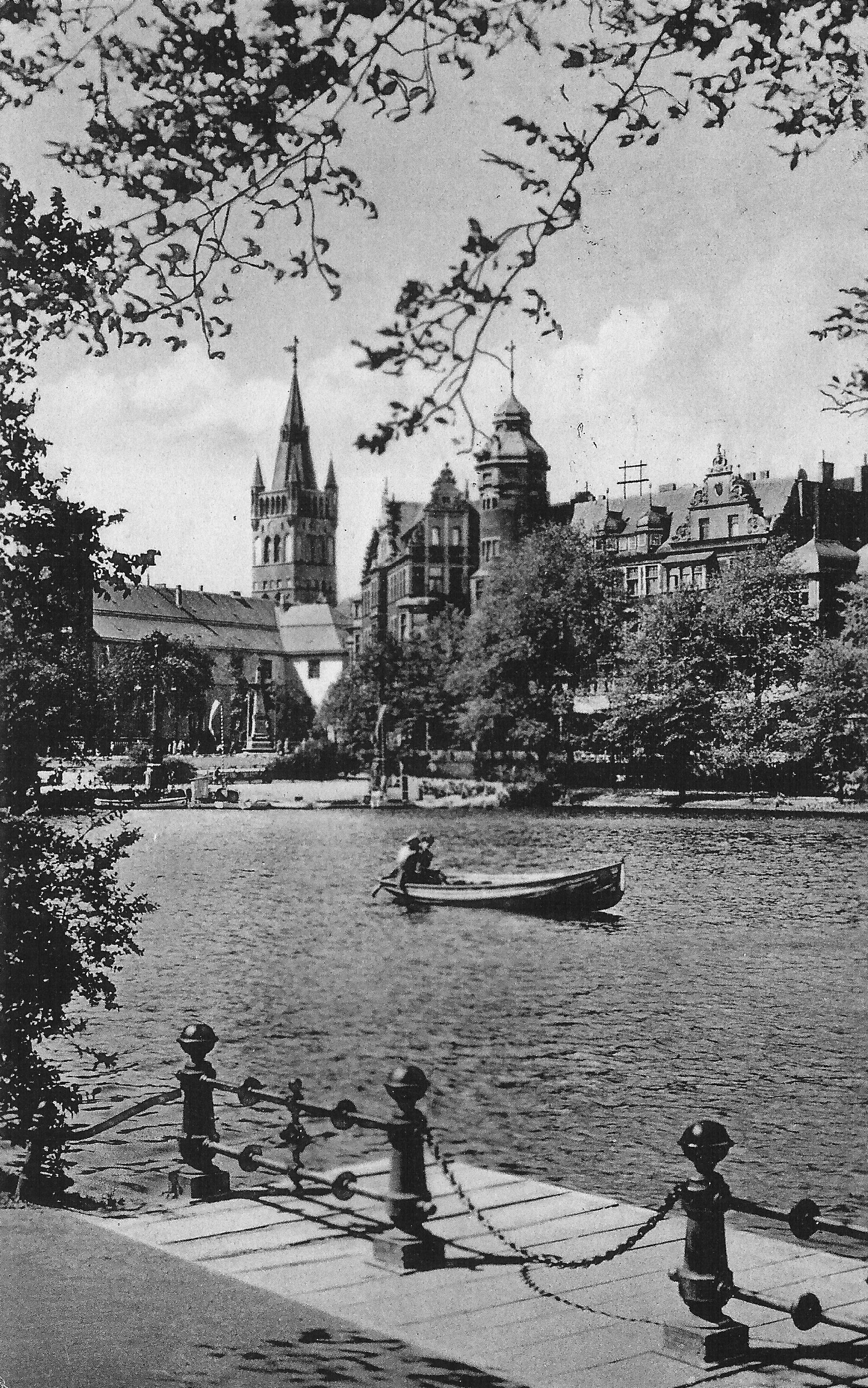
Blick über den Schlossteich in Richtung Münzplatz und Schloss

Der Königsberger Schlossteich (russisch Нижний пруд oder Замковый пруд) ist ein etwa 1,2 Kilometer langer und zwischen 50 und 100 Meter breiter, im Ganzen 9 Hektar großer See in Königsberg, dem heutigen Kaliningrad, und erhielt seinen Namen durch das südlich gelegene Königsberger Schloss. Die Katzbach dient als Abfluss.

## Lage und Geschichte
Es ist ein im Norden der Stadt gelegener See, der südwärts in die Stadtmitte ragt. Er erhält sein zufließendes Wasser vom höher gelegenen Oberteich und entwässert unterirdisch zum Pregel. Die Ordensritter hatten die Katzbach aufgestaut, um ein Gewässer für die Karpfenzucht zu schaffen. 1753 wurde die Schlossteichbrücke gebaut. Im 19. Jahrhundert wurde er zweimal verbreitert. 1869 brach das Geländer, als eine große Menschenmenge den Besuch von König Wilhelm I. beobachten wollte. 32 Menschen ertranken im Schlossteich. Der Steg brannte bei den zwei britischen Luftangriffen auf Königsberg Ende August 1944 bis auf die Steinpfeiler nieder.

„Nach alten Bestimmungen aus der Gründerzeit der Universität hatten die Magister der freien Künste hier das Recht des Fischfangs für den eigenen Bedarf, und ab und zu hielt ein frischgebackener Doktorand diese alte Sitte zum Spaß staunender Neugieriger aufrecht, damit sie nicht völlig dem Vergessen anheim fiel.“

### Schlossteichmentalität

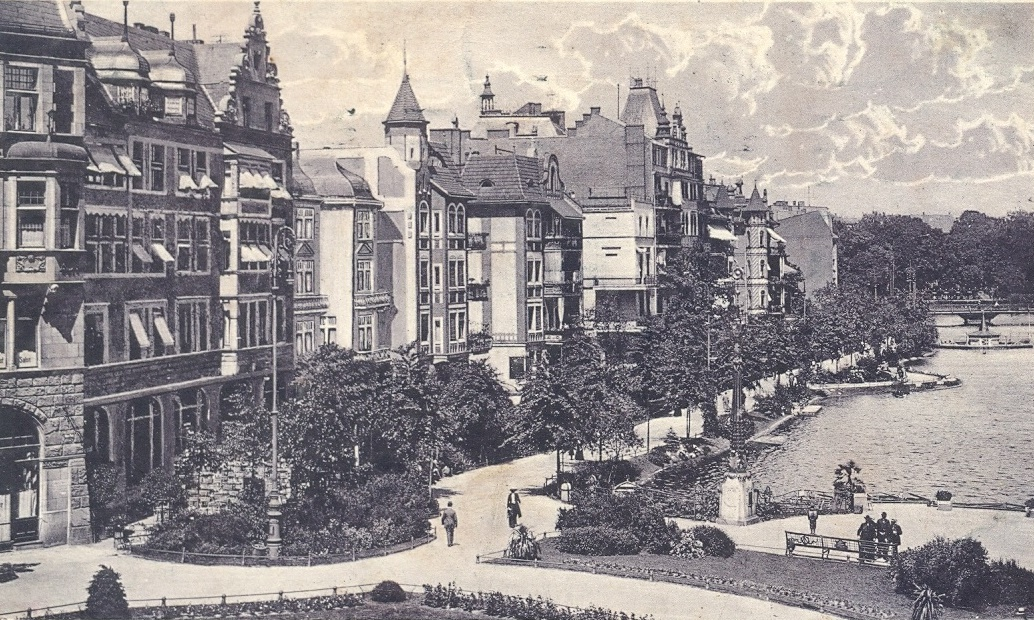
Promenade am Münzplatz

Ähnlich wie die Außenalster in Hamburg hatte der Schlossteich eine „zentrale“ Bedeutung im Gesellschaftsleben der Königsberger. Vor allem das studentische Leben spielte sich dort ab. Die romantische Verliebtheit zu diesem See brachte den Königsbergern den Ruf einer „Schlossteichmentalität“ ein. Viele Königsberger Studentenverbindungen und Rudervereine hatten ihre Häuser am Schlossteich. In den Sommermonaten traf man sich im Börsengarten, einer an bayerische Biergärten erinnernden Gastwirtschaft mit großer Rasenfläche an der Westseite des Schlossteiches. Für die kühlen und regnerischen Tage gab es zahlreiche Cafés. Beliebt war der Spaziergang um den Schlossteich auf der sogenannten Promenade. Man konnte auch Kahn fahren oder die Enten und Schwäne füttern. Im Winter ging man schlittschuhlaufen, im Sommer verschaffte man sich Kühlung. Höhepunkte des Schlossteichlebens waren nächtliche Lampionfahrten und die Maifeier oder Konzerte auf dem Münzplatz.

„In der Nähe des Schlosses begann der weit ausgedehnte Schloßteich, dessen Ufer damals noch überall bis an das Wasser herabreichende Gärten bildeten. Hier herrschte an schönen Sommerabenden, zumal wenn Konzerte oder eine italienische Nacht veranstaltet wurde, in der sonst so nüchternen Stadt bisweilen ein fast venetianisch anmutendes reges Treiben; das ärmere Volk sah dann von der seit 1753 das Wasser überquerenden Holzbrücke bewundernd dem prächtigen Schauspiel, im Winter dem Eislauf, zu.“

„Die schönste Schloßteichgeschichte passierte freilich Anfang der 1930er Jahre: Ein Inaktiver hatte sich am Vormittag eines schönen Sommertages in das Boot gesetzt und war aus ungeklärten Gründen über Bord gegangen. Die „Königsberger Allgemeine“ berichtete hierüber im lokalen Teil und meinte, es sei wohl der Alkohol mit im Spiele gewesen. Jener Inaktive schrieb an die Zeitung, er sei auch an diesem Tage nicht von seiner Gewohnheit abgegangen, sich erst in den späten Nachmittagsstunden zu betrinken, und bat um eine entsprechende Berichtigung. Die Zeitung berichtete tatsächlich.“

### Maifeier
Weit über Königsberg hinaus bekannt war die studentische Maifeier. Am Abend des 30. April trafen sich Studenten und Arbeiter auf den Schlossteichpromenaden. Schließlich sammelten sich die Studenten auf ihren Korporationshäusern, Flößen und Gondeln, um beim „ostpreußischen Maitrank“ – heißem Grog – schweigend den Mitternachtsschlag vom Schlossturm (Königsberg) abzuwarten. Nach dem letzten Schlag sangen alle Der Mai ist gekommen, Emanuel Geibels Frühlingslied. Die manchmal sehr langen und strengen Winter legten einen tiefen Ernst über diese Feiern.

„Es ist dies eine einfache, aber gerade deshalb um so sympathischer berührende Huldigung, die von den selbst im blühenden Lenze stehenden jungen Studenten dem ins Land ziehenden Wonnemonat dargebracht wird.“

### Rundgang

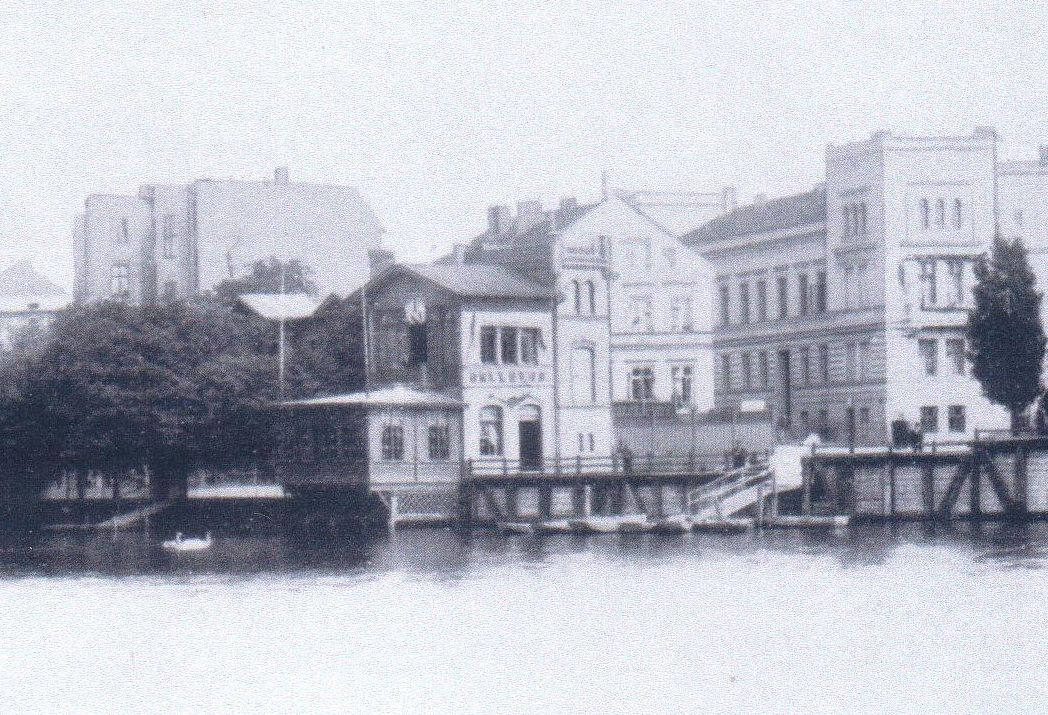
Altes Bellevue

Erst 1937 gelang es dem Gartenbaudirektor Ernst Schneider, die fast 3 km lange Promenade um den Schloßteich fertigzustellen, als Adolf Hitler die Freimaurerlogen am nordwestlichen Ufer rechtswidrig enteignet hatte.
Der Münzplatz, wo der Rundgang begann, lag an der Nordostecke des Königsberger Schlosses, am Haberturm. Der sich konisch weitende Platz, der durch zwei Obelisken und zwei Leuchten geschmückt und durch Gebäude mit einheitlich gestalteten Fassaden eingefasst war, fiel langsam in einer Freitreppe mündend zum Schlossteich ab. Auf der östlichen Seite führte die Promenade entlang an zahlreichen studentischen Verbindungshäusern, dessen Verlauf nur vom Café Imperial unterbrochen wurde. Am Promenadenweg stand die Statue „Der Bogenspanner“, die Gelegenheit zum Ausruhen auf einer Bank bot. Nun überspannte die Schlossteichbrücke das Gewässer. Sie verband das Café Metropol, die Pelikan-Klause und die Miramar-Lichtspiele auf der östlichen Seite mit dem auf der westlichen Seite gelegenen Hotel und Café Bellevue. Der Promenadenweg knickte jetzt zur Bürger-Ressource ein, einem großen Biergarten, der  bayerisches Flair in die östlichste Großstadt Deutschlands brachte. Weiter folgte der Börsengarten, wo heute noch das Parkhotel von Hanns Hopp steht. Von den Logenhäusern – Drei-Kronen-Loge (bekannt durch Johann Georg Scheffner), Zum Todtenkopf und Phoenix und Loge Immanuel – ist keines erhalten geblieben. Darauf folgten das Königliche Wilhelms-Gymnasium, eine kleine Baptistenkirche und ein Freibad. Im Norden hatte man den Zulauf des Oberteiches mit Kaskaden eingerahmt. Der Rückweg zum Schloss auf der östlichen Seite begann mit dem Städtischen Krankenhaus am Roßgarten, dem Generalkommando Königsberg und schließlich der Stadthalle. Sie diente als Konzert- und Veranstaltungshalle und ist noch heute als historisches Museum erhalten. Hinter dem Café Bellevue folgte die Burgkirche, ein kleines, klassizistisches Kirchengebäude. Zum Café Schwermer, direkt am Schlossteich unweit des Münzplatzes gelegen, gehörte eine Confiserie, die sich auf die Herstellung von Königsberger Marzipan spezialisiert hatte.

### Schlossteichbrücke
Die alte Schlossteichbrücke im südlichen Bereich des Teiches wurde im Zweiten Weltkrieg zerstört und später durch eine neue Querung an alter Stelle ersetzt. Später wurden zudem zwei weitere Brücken nördlich hiervon über den Schlossteich errichtet.

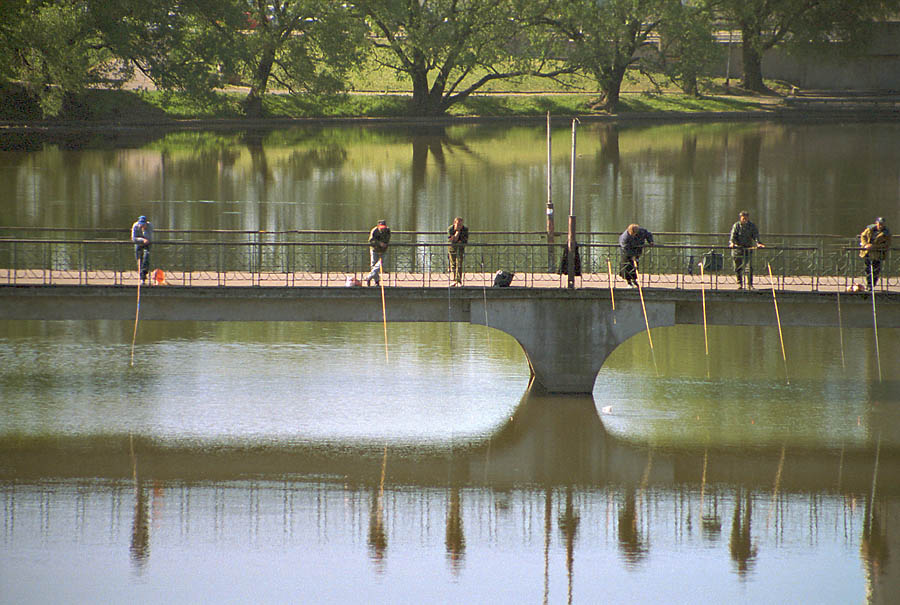
Neue Schlossteichbrücke

## Zustand

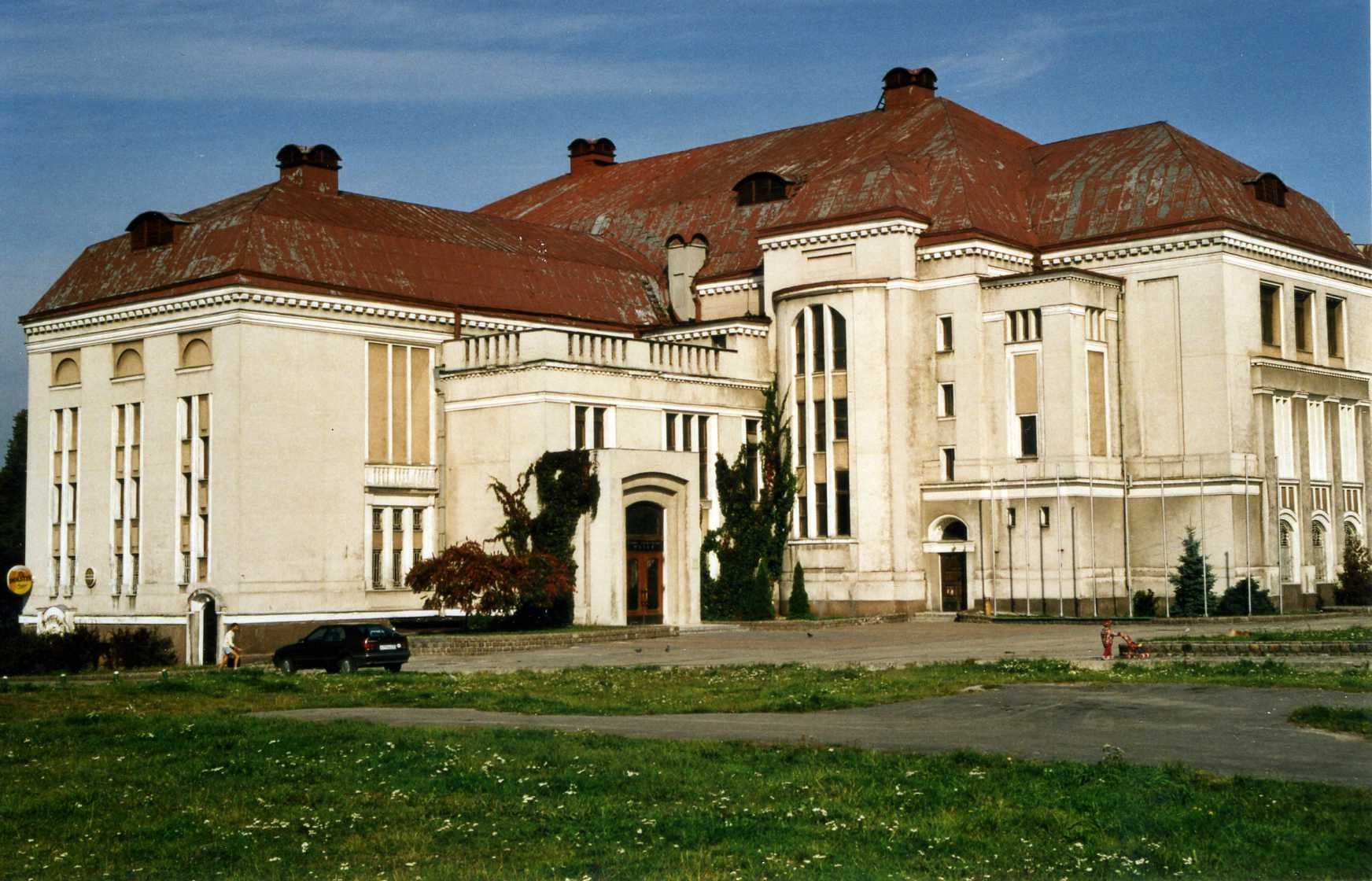
Ehemalige Stadthalle (2003)

Während der Schlacht um Königsberg im April 1945 wurde das Zentrum der Stadt weitgehend zerstört. Trotzdem ist der nördliche Teil des Schlossteiches mit den Kaskadenzuläufen recht gut erhalten geblieben. Der südliche, bis ins Zentrum vorstoßende Teil ist völlig zerstört worden. Weder das Schloss noch die Promenadencafés oder die Kirchen sind erhalten geblieben. Die Logenhäuser und der Börsengarten überstanden den Krieg. Die zuvor hölzerne Schlossteichbrücke wurde als Spannbetonbrücke wiederaufgebaut. Die ehemalige Stadthalle kann als Orientierung genommen werden. Auch das Bootfahren ist heute nicht mehr möglich. Der heutige Zustand gleicht wegen Fäkalieneinleitungen einer grün-veralgten Kloake. Allerdings bemüht sich die Stadtverwaltung, die Situation zu verbessern.
Wilhelm Matull schrieb: